# Clostebol
Il clostebol è uno steroide anabolizzante, il 4-cloro derivato del testosterone, solitamente utilizzato come cicatrizzante delle lesioni cutanee. 

## Composizione
È chimicamente del tutto simile al testosterone, e varia solo per la presenza di un atomo di cloro che ne impedisce la conversione in diidrotestosterone e in estrogeno.

## Utilizzo clinico
Sotto forma di crema per uso topico, di solito preparato come clostebol acetato, può essere utilizzato per la rigenerazione del tessuto cutaneo: fungendo infatti da anabolizzante, favorisce la stimolazione della produzione di molecole complesse quali lipidi e proteine. 
Viene al riguardo utilizzato per la cura di abrasioni, ulcere cutanee e ragadi, per favorirne la cicatrizzazione sfruttandone l'effetto anabolizzante.
Veniva utilizzato dagli atleti della Repubblica Democratica Tedesca per aumentare le prestazioni fisiche.